# 黑板擦

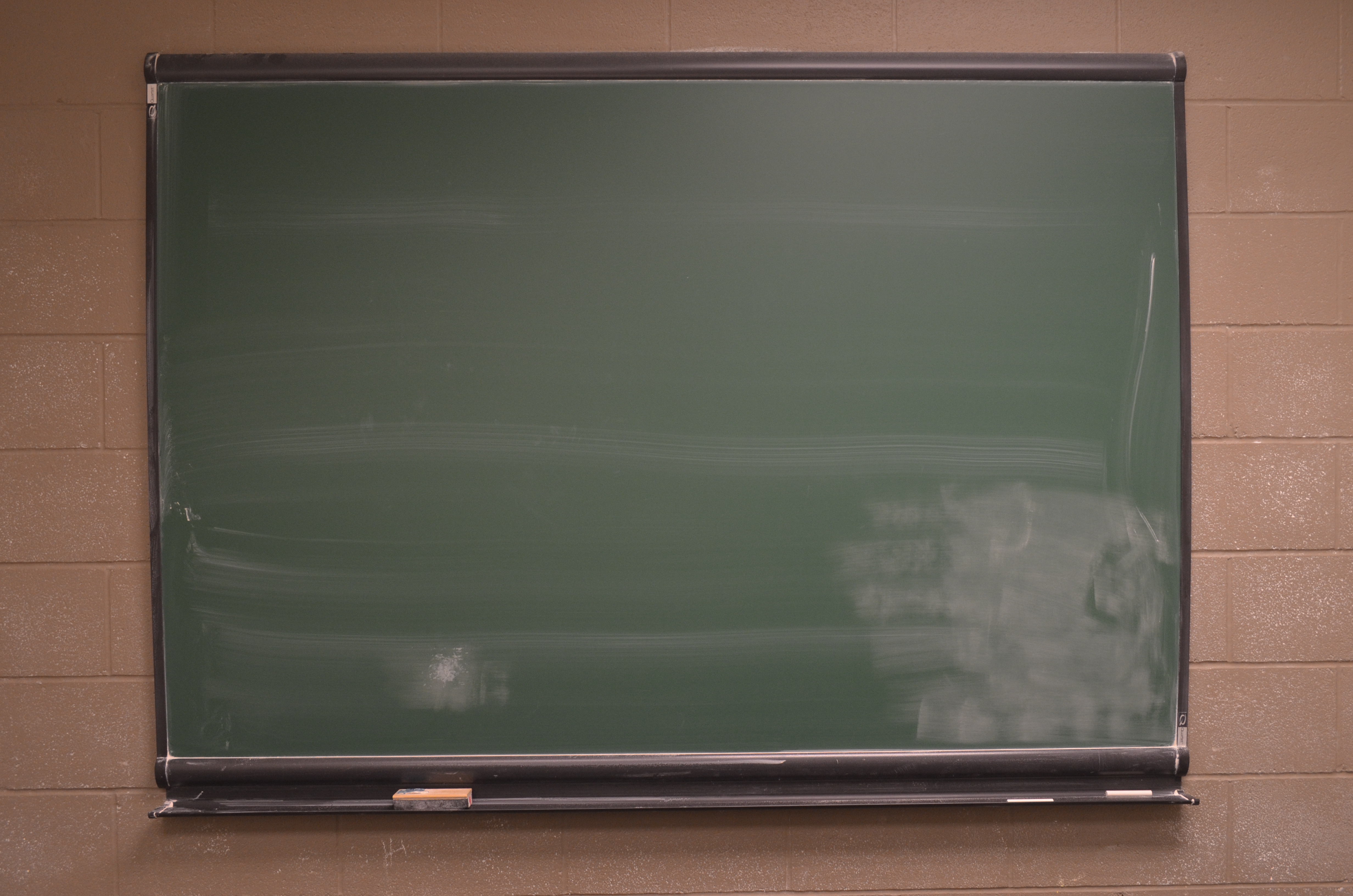
深绿色的黑板 下面的为黑板擦

黑板擦又稱粉擦，是一种用于擦拭黑板的上粉筆痕迹的物品，以便于重复使用。板擦材质通常为泡沫、毛刷等。

## 原理
使用粉笔时，由于磨擦笔尖引致笔上的颗粒受力脱落，它们多数会吸附在用以书写的表面。使用黑板擦可以把大部分颗粒从表面消除，同时黑板擦会吸收散落的颗粒。在两个情况下都有少量颗粒在脱落后飞出书写表面，因此使用粉笔后通常引致大量粉末散落地面。使用黑板擦可以有效地消除绝大部分的粉笔颗粒。因此黑板上的粉笔字迹很容易被黑板擦清除。